# Aeroportul Corisco
Aeroportul Corisco (IATA: OCS) este un aeroport din Guineea Ecuatorială ce deservește zona Corisco⁠(d). A fost deschis în 1 decembrie 2011 și numit după zona deservită.
Situat la o altitudine de 17 m, aeroportul dispune de o singură pistă.